# Estação ferroviária de Charing Cross

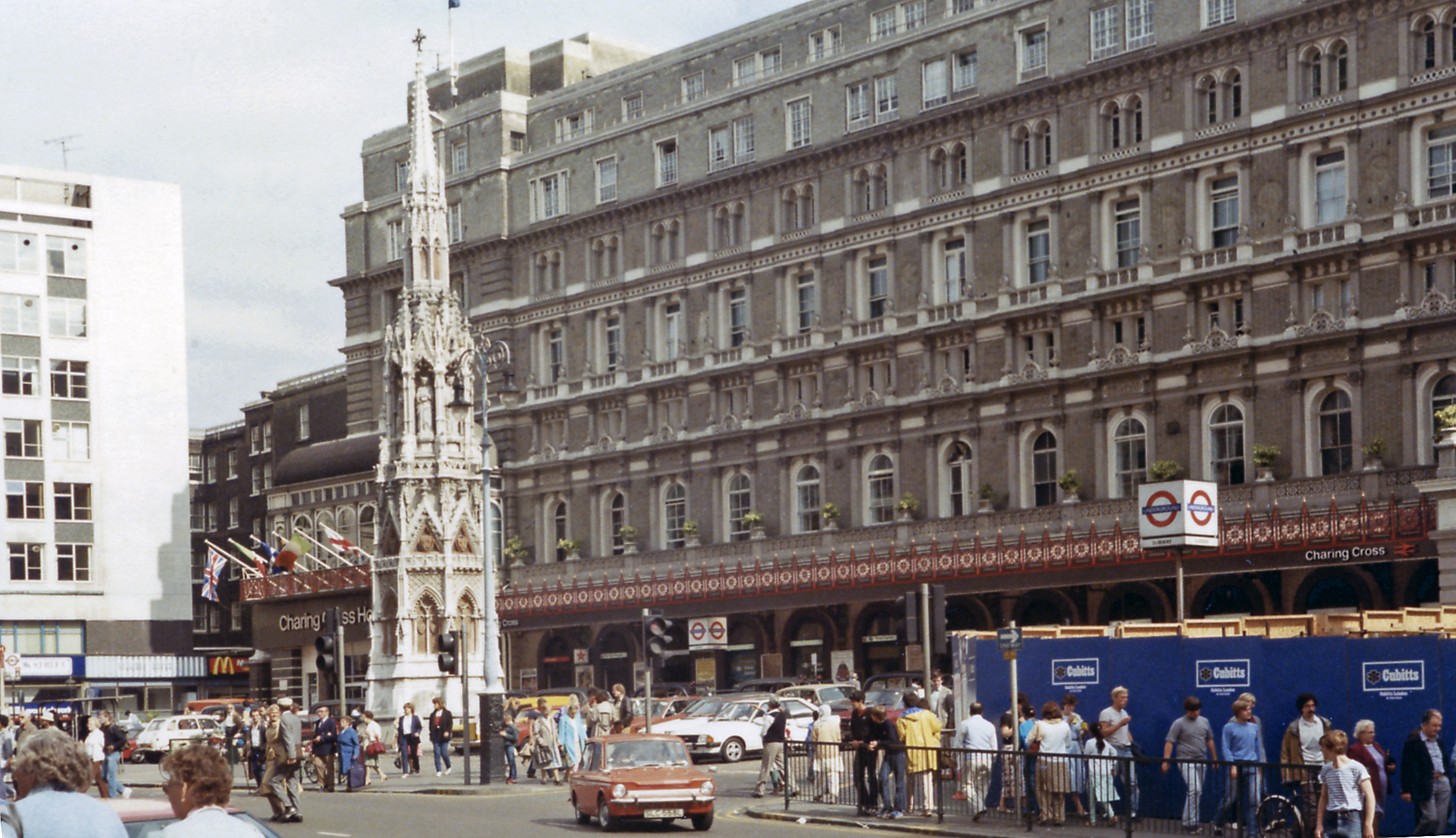
Entrada da estação e hotel.

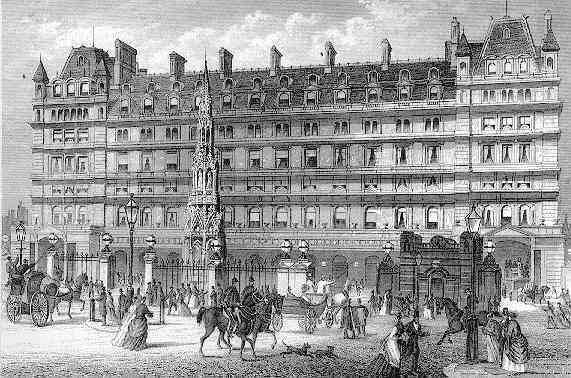
Entrada da estação de Charing Cross no século XIX.

Estação ferroviária de Charing Cross (em inglês:Charing Cross railway station, também conhecida como London Charing Cross, (por vezes abreviado informalmente como Charing X) é um terminal ferroviário central de Londres na Cidade de Westminster, em Inglaterra. É uma das 18 estações geridas pela Network Rail e todos os comboios regulares que aqui operam são operados pela Southeastern. É o quinta terminal ferroviário de Londres em volume de tráfego. Os escritórios e o complexo comercial por cima da estação tem o nome de Embankment Place.
A designação da estação tem origem na localidade próxima do entroncamento do centro de Londres de Charing Cross. A parte frontal da estação fica de frente para Strand, enquanto a outra extremidade fica na zona norte da ponte de Hungerford, a qual é atravessada por todos os comboios que servem a estação.
Charing Cross é o terminal londrino da Linha Principal do Sudeste. Todos os serviços regulares são operados pela  Southeastern que fornece a maioria dos serviços regionais/ligação para a zona Sudeste de Londres e Kent. Ela se conecta com as estações de metrô Charing Cross e Embankment.